# Mauro Mendonça
Mauro Pereira de Mendonça (Ubá, 2 aprile 1931) è un attore brasiliano.

## Biografia
Mauro Mendonça ha esordito come attore nel 1953 partecipando a una pellicola. Ha svolto sia attività cinematografica che televisiva. Egli è famoso soprattutto per aver interpretato la parte di Teodoro nel film Donna Flor e i suoi due mariti, accanto a Sônia Braga, e quella di Artur nella telenovela Dancin' Days, sempre con la Braga. Un altro suo ruolo televisivo notevole è stato quello di Evaldo in Agua Viva.
Sposato dal 1959 con la collega Rosamaria Murtinho, ha avuto da lei tre figli maschi, tra cui Mauro Mendonça Filho, regista tv, e Rodrigo Mendonça, attore come i genitori. Entrambi i coniugi hanno ottenuto il Troféu Mário Lago nel 2016.   
Mauro Mendonça è molto impegnato nel sociale.

## Filmografia

### Televisione
- Corações em Conflito (TV Excelsior) (1963)
- Uma Sombra em Minha Vida (TV Excelsior) (1964)
- Ambição (TV Excelsior) (1964)
- Os Fantoches (TV Excelsior) (1967)
- A Muralha (TV Excelsior) (1968)
- Sangue do Meu Sangue (TV Excelsior) (1969)
- Quarenta Anos Depois (Rede Record) (1971)
- Editora Mayo, Bom Dia (Rede Record) (1971)
- Na Idade do Lobo (TV Tupi) (1972)
- O Príncipe e o Mendigo (Rede Record) (1972)
- Carinhoso (Rede Globo) (1973)
- Estúpido Cupido (1976)
- Espelho Mágico (1977)
- Dancin' Days (1978)
- Ciranda, Cirandinha - serie (partecipazione speciale) (1978)
- Te Contei? (1978)
- Feijão Maravilha (1979)
- As Três Marias (1980)
- Agua Viva (Água Viva) (1980)
- Jogo da Vida (1981)
- Brillante (Brilhante) (1981)
- Elas por Elas (1982)
- Champagne (1983)
- Vite rubate (Louco Amor) (1983)
- Mulini a vento (Moinhos de Vento) - miniserie (1983)
- A Gata Comeu (1985)
- Il cammino della libertà; altro titolo: La padroncina (Sinhá Moça) (Rede Globo) (1986)
- Angel Malo (1986)
- Mandala (partecipazione speciale nella prima fase) (1987)
- Vida Nova (1988)
- República - miniserie (1989)
- Meu Bem, Meu Mal (1990)
- Luna piena d'amore (Lua Cheia de Amor) (1990)
- A, E, I, O... Urca - miniserie (1990)
- Mico Preto (1990)
- Despedida de Solteiro (1992)
- Tereza Batista - miniserie  (1992)
- Sonho Meu (1993)
- O Mapa da Mina (1993)
- Incidente em Antares - miniserie (1994)
- Cara e Coroa (1995)
- O Fim do Mundo  (partecipazione speciale) (1995)
- Você Decide (partecipazione speciale) (1995)
- Engraçadinha... Seus Amores e Seus Pecados - miniserie (1995)
- A Próxima Vítima (partecipazione speciale) (1995)
- Anjo de Mim (1996)
- A Vida Como Ela É - serie (partecipazione speciale) (1996)
- Anjo Mau (1997)
- Meu Bem Querer (1998)
- Brava Gente - serie (2000)
- A Muralha - miniserie (2000)
- O Quinto dos Infernos - miniserie  (2002)
- Malhação (10ª stagione) (partecipazione speciale) (2003)
- Kubanacan (partecipazione speciale) (2003)
- Cabocla (2004)
- Um Só Coração  - miniserie (2004)
- Bang Bang (2005)
- O Profeta (2006)
- Toma Lá Dá Cá (partecipazione speciale) (2007)
- A Favorita (2008)
- Paraíso (2009)
- Ti Ti Ti (2010)
- Passione  (2010)
- Gabriela (2012)
- As Brasileiras (2012)
- Êta Mundo Bom! (2016)

### Cinema
- Redentor (2004)
- Didi, o Cupido Trapalhão (2003)
- Benjamim (2003)
- A Grande Arte (1991)
- Kuarup (1989)
- Natal da Portela (1988)
- Doce Delírio (1983)
- Amor Estranho Amor (1982)
- Nos Embalos de Ipanema (1978)
- Donna Flor e i suoi due mariti (Dona Flor e Seus Dois Maridos) (1976)
- Maria... Sempre Maria (1973)
- O Descarte (1973)
- Seara Vermelha (1964)
- Dona Violante Miranda (1960)
- Uma Certa Lucrécia (1957)
- Rio, 40 Graus (1955)
- O Petróleo é Nosso (1954)
- Carnaval em Caxias (1954)